# Sport w Częstochowie
Sport w Częstochowie – obiekty sportowe i rekreacyjne oraz kluby sportowe znajdujące się w Częstochowie.

## Obiekty sportowe

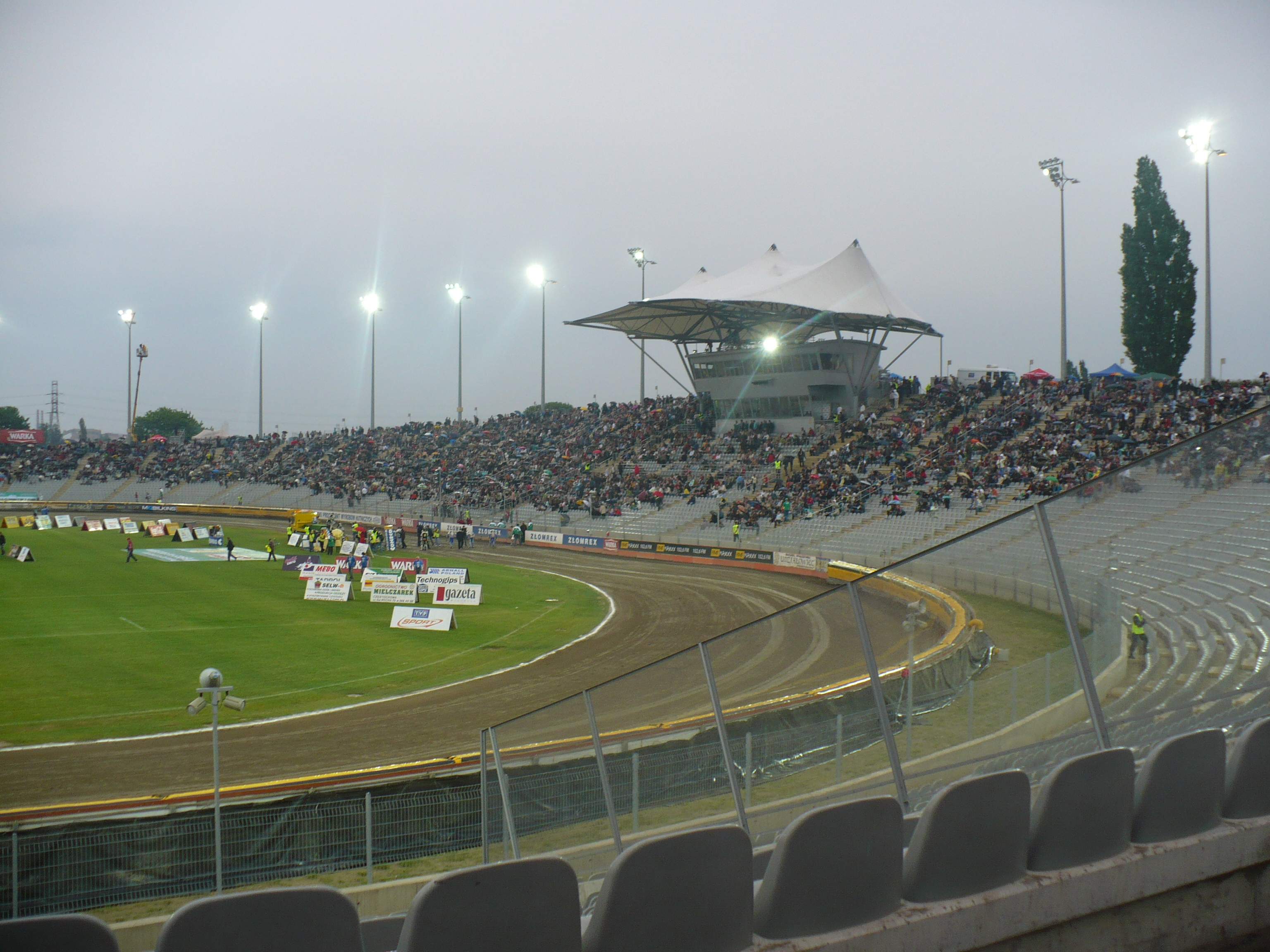
Arena Częstochowa

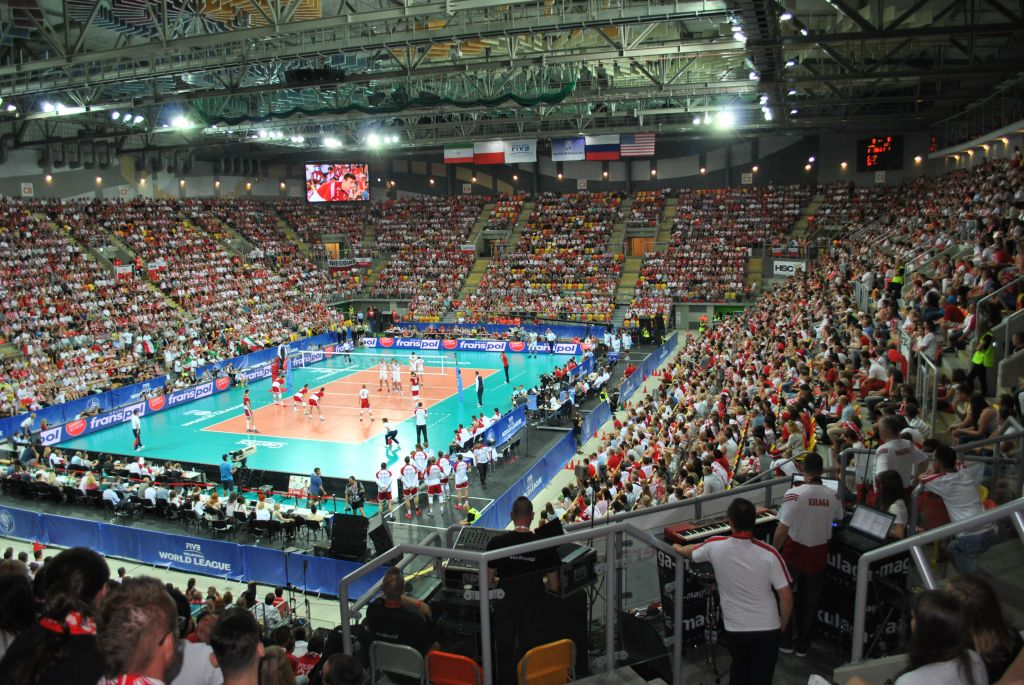
Mecz Ligi Światowej Polska – Iran w Hali Sportowej Częstochowa

- Arena Częstochowa – stadion żużlowy w dzielnicy Zawodzie-Dąbie, na którym spotkania rozgrywa klub Włókniarz Częstochowa. Otwarty 1 września 1946, zmodernizowany w latach 2005–2007. Mieści 16 850 osób[1].
- Hala Sportowa Częstochowa – hala sportowo-widowiskowa położona w sąsiedztwie stadionu żużlowego, oddana do użytku we wrześniu 2012 roku. Trybuny liczą 7 100 miejsc siedzących, z czego około 5 900 miejsc znajduje się na trybunach stałych[2]. Hala jest użytkowana przez żeński klub siatkarski Częstochowianka Częstochowa[3] oraz męski Eco-Team AZS Stoelzle Częstochowa[4]. Do 2019 roku swoje mecze domowe rozgrywał tam AZS Częstochowa[5]. W obiekcie rozgrywano także między innymi mecze siatkarskiej Ligi Światowej 2015[6] oraz turniej finałowy siatkarskich Klubowych Mistrzostw Świata 2018[7].
- Hala Polonia – hala sportowo-widowiskowa położona w dzielnicy Tysiąclecie, oddana do użytku w 1986 roku. Dysponuje 1 165 stacjonarnymi miejscami siedzącymi oraz 440 miejscami na trybunach rozkładanych[8]. Przed oddaniem do użytku Hali Sportowej Częstochowa na hali swoje mecze domowe rozgrywał AZS Częstochowa[5]. Hala była użytkowana także przez klub koszykarski Tytan Częstochowa[9].
- Miejski Stadion Piłkarski „Raków” – miejski stadion piłkarski położony przy ul. Limanowskiego. Użytkowany przez męską drużynę Raków Częstochowa. W latach 2020–2022 wykonano modernizację stadionu w celu dostosowania go do wymogów piłkarskiej ekstraklasy. Po przebudowie stadion liczy 5 500 miejsc[10][11].
- Miejski Stadion Lekkoatletyczny w Częstochowie – stadion lekkoatletyczny położony przy ulicy Dąbrowskiego, w sąsiedztwie budynków wydziałowych Politechniki Częstochowskiej. Wybudowany w 1965 roku, zmodernizowany w roku 2000. Posiada zadaszoną trybunę z 894 miejscami siedzącymi[12]. Użytkowany przez klub lekkoatletyczny Budowlani Częstochowa[13].

Inne obiekty zarządzane przez MOSiR to:
- pływalnia letnia przy ul. Dekabrystów,
- sztuczne lodowisko przy ul. Boya-Żeleńskiego,
- sala „Częstochowianka” przy ul. Rejtana,
- pływalnia kryta przy al. Niepodległości,
- korty tenisowe przy ul. 3 Maja,
- park wypoczynkowy „Lisiniec”,
- ślizgawka przy al. Wojska Polskiego,
- stadion Skra przy ul. Loretańskiej,
- camping „Oleńka”.

## Kluby

### Siatkówka
Męska:
- AZS Częstochowa – jeden z najbardziej utytułowanych klubów siatkarskich w Polsce, 6-krotny mistrz Polski i 2-krotny zdobywca Pucharu Polski, zdobywca europejskiego Pucharu Challenge. Po raz ostatni w rozgrywkach krajowych zagrał w sezonie 2018/2019[15][5].
- Norwid Częstochowa – klub siatkarski założony przy IX Liceum Ogólnokształcącym im. Cypriana K. Norwida w Częstochowie. Od sezonu 2023/2024 klub występuje w najwyższej klasie rozgrywkowej[16].
- Eco-Team AZS Stoelzle Częstochowa – klub założony w 2013 roku pod nazwą AZS 2020. Początkowo miał stanowić młodzieżowe zaplecze dla AZS-u Częstochowa. Od sezonu 2018/2019 drużyna seniorska występuje w II lidze[17].

Kobieca:
- Częstochowianka Częstochowa – kobieca drużyna z historią sięgającą lat 30. XX wieku[18], występująca w II lidze[19].
- SPS Politechnika Częstochowska – kobieca drużyna siatkarska działająca przy Politechnice Częstochowskiej. Działalność rozpoczęła w 1997 roku[20], w roku 2013 wycofała się z rozgrywek na szczeblu krajowym[21].

### Żużel
- Włókniarz Częstochowa – klub żużlowy założony w 1946 roku jako Częstochowskie Towarzystwo Cyklistów i Motocyklistów (CTCiM). W 1950 roku organizacja ta zmieniła nazwę na Częstochowski Klub Motocyklowy „Włókniarz”[22]. Czterokrotny mistrz Polski (w latach 1959, 1974, 1996 i 2003)[23].

### Piłka nożna

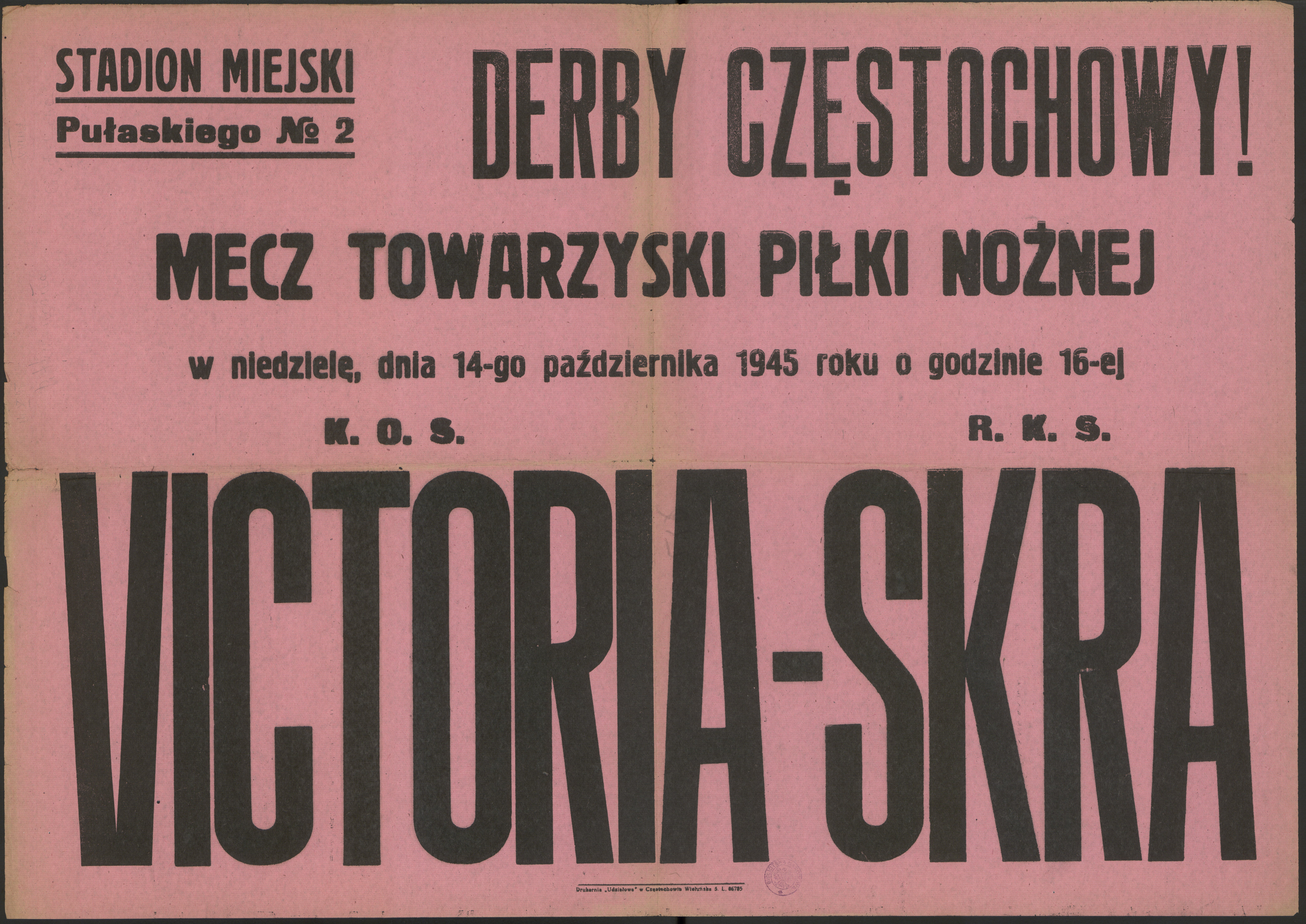
Afisz meczu towarzyskiego Victoria - Skra, 14 października 1945 r.

- Raków Częstochowa – klub założony w 1921 roku pod nazwą Racovia. Jego nazwa pochodzi od dzielnicy Raków, gdzie znajduje się siedziba klubu. Mistrz Polski w 2023 roku, dwukrotny wicemistrz i zdobywca Pucharu Polski w latach 2021 i 2022.
- Skra Częstochowa – klub założony w 1926 roku. W latach 1949–1952 oraz 2021-2023 drużyna występowała na drugim poziomie rozgrywkowym. Oprócz zespołu mężczyzn posiadał drużynę kobiecą, która w 2024 r. wywalczyła awans do Ekstraligi.
- Victoria Częstochowa – klub założony w 1922 roku. W 1950 r. klub występował w II lidze.
- Stradom Częstochowa – Klub Sportowy „Stradom” Częstochowa powstał w 1934 roku. W latach 1946–1948 zespół występował w częstochowskiej A klasie (drugi poziom rozgrywkowy). W latach 2002–2012 klub po połączeniu z Górnikiem Dźbów występował pod nazwą KS Częstochowa.

Pozostałe zarejestrowane częstochowskie drużyny piłkarskie:
- UKS Beniaminek Częstochowa
- KS Częstochówka-Parkitka
- Orzeł Kiedrzyn
- Błękitni Aniołów
- Jurajskie Wilki Częstochowa
- Płomień Kuźnica Marianowa
- Olimpijczyk Częstochowa
- Salos Częstochowa
- UKS Ajaks Częstochowa

Kluby zlikwidowane:

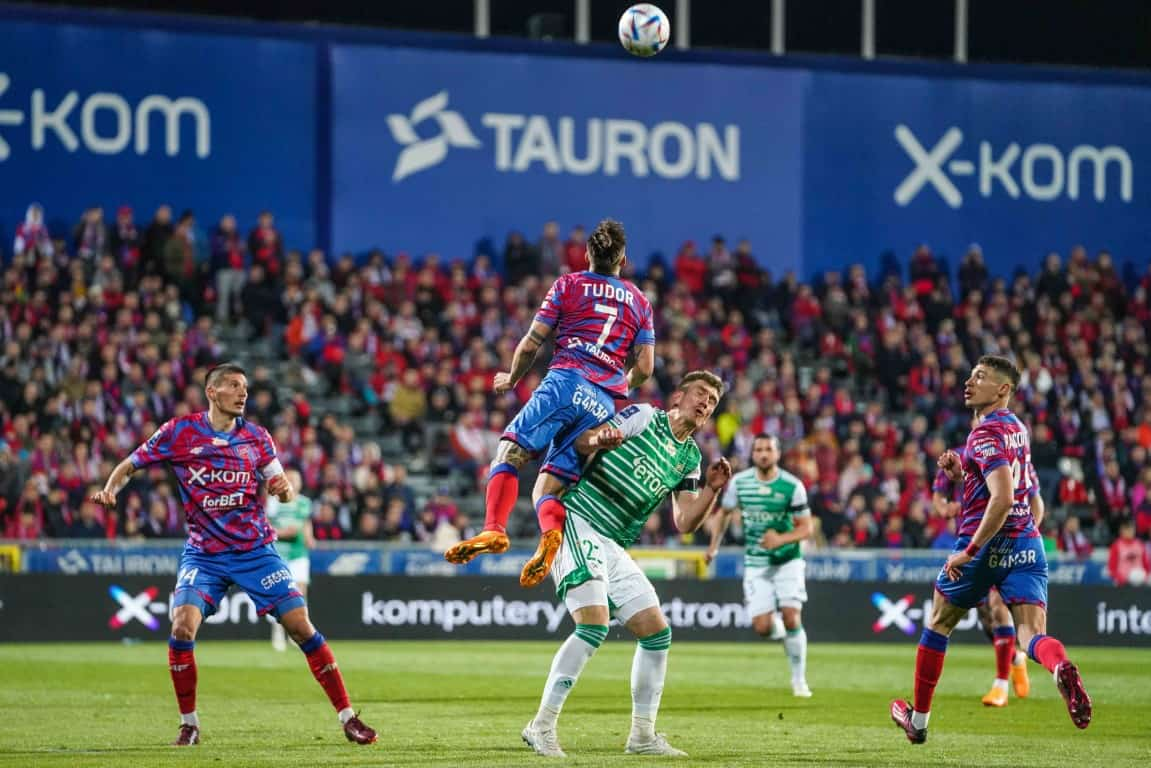
Mecz Ekstraklasy w piłce nożnej – Raków Cz-wa – Lechia Gdańsk

- Brygada Częstochowa – klub powstał z połączeń i przekształceń innych klubów w 1930 roku, przestał istnieć po wybuchu II wojny światowej. Walczył w 1936 roku o awans do Ligi Państwowej.
- Gwardia Częstochowa – klub piłkarski, mistrz A klasy w sezonie 1949/50.
- Towarzystwo Footballowe Częstochowianka – pierwszy klub piłkarski w Częstochowie założony w 1909 r.
- Turyści Częstochowa – klub powstał na Starym Mieście w końcu lutego 1923 r. Dwukrotnie zdobył mistrzostwo Częstochowy. W 1938 r. zawieszono jego działalność z powodów finansowych.
- KS Concordia – klub powstał w 1927 r., W 1928 r. rozgrywał mecze mistrzowskie klasy C podokręgu częstochowskiego.
- KS Częstochówka – klub powstał w 1927 r., od 1933 r. grał w klasie A. W 1938 r. został rozwiązany. Reaktywowany po wojnie został rozwiązany w 1948 r., a następnie ponownie reaktywowany w 1958 r. W 1961 r. połączył się z KS „Start” Częstochowa i przyjął nazwę Spółdzielczo-Rzemieślniczy KS „Start Częstochówka”. W 2011 roku drużyna wycofała się z rozgrywek A klasy.
- Warta Częstochowa
- KS Częstochowa
- Orkan Gnaszyn

Drużyna kobieca:
- Gol Częstochowa – klub piłki nożnej kobiet założony w 1996 roku. W rozgrywkach I ligi kobiet zadebiutował 28 sierpnia 2004 roku. Największym osiągnięciem piłkarek z Częstochowy jest zdobycie w sezonie 2006/2007 wicemistrzostwa Polski.

#### Derby Częstochowy
Mecze derbowe przed 1939 rokiem oraz w latach 1945-1968 ściągały na trybuny tysiące kibiców. Wielkie derby miasta miały miejsce w 1950 roku, kiedy Skra i Victoria występowały w II lidze. W pierwszym meczu Skra wygrała 2ː0, w rewanżu Victoria wygrała 1ː0. Duże emocje budziły mecze rozgrywane w latach 1957–1962 pomiędzy Rakowem, Skrą i Victorią (od 1960 także Budowlanymi) w walce o awans do II ligi. Rywalizację tę wygrał ostatecznie Raków.

### Inne dyscypliny

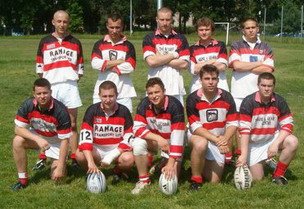
Częstochowscy Rugbiści przed turniejem Rugby 7 w Sochaczewie

- Tytan Częstochowa – męska drużyna koszykarska.
- AZS Politechnika Częstochowa – męska drużyna koszykarska występująca w trzeciej lidze koszykówki.
- Aeroklub Częstochowski – regionalny oddział Aeroklubu Polskiego utworzony w 1945. Bazą Aeroklubu Częstochowskiego jest lądowisko Częstochowa-Rudniki.
- Rugby Club Częstochowa – rugby Club Częstochowa to klub uczestniczący w rozgrywkach siedmioosobowej odmiany rugby.
- Saints Częstochowa – męska drużyna futbolu amerykańskiego reaktywowana w 2018 roku[25].

A także:
- kolarstwo: Paged MBK Scout Częstochowa
- speedrower: Lwy Częstochowa
- tenis stołowy: AZS UJD Częstochowa, AZS AJD Mustang Częstochowa
- tenis ziemny: CKT Victoria
- podnoszenie ciężarów: Klub Sportowy Polonia Częstochowa
- szachy sportowe: UKS Hetman Częstochowa, Stefan Brzózka
- cymbergaj szóstkowy: Smoki Błeszno, Iskra Północ
- badminton: BKS Kolejarz
- taekwondo: LUKS Kantor, KS Droga Smoka Częstochowa
- taniec towarzyski: ST Dobrowolscy Częstochowa, A+S Częstochowa, Zorba Mykanów/Rędziny.
- judo: UKS Judo 48 Częstochowa
- lekkoatletyka: Budowlani Częstochowa, Orlęta Częstochowa
- nordic walking: Nordic Team Częstochowa
- boksː Start Częstochowa
- skoki do wody: COSW Częstochowa[26]